# (4666) Dietz
(4666) Dietz es un asteroide perteneciente al cinturón de asteroides, descubierto el 4 de mayo de 1986 por Carolyn Shoemaker desde el Observatorio del Monte Palomar, Estados Unidos.

## Designación y nombre
Designado provisionalmente como 1986 JA1. Fue nombrado Dietz en honor al geólogo Robert S. Dietz, profesor emérito de la Universidad Estatal de Arizona.

## Características orbitales
Dietz está situado a una distancia media del Sol de 2,340 ua, pudiendo alejarse hasta 2,886 ua y acercarse hasta 1,793 ua. Su excentricidad es 0,233 y la inclinación orbital 24,49 grados. Emplea 1307 días en completar una órbita alrededor del Sol.

## Características físicas
La magnitud absoluta de Dietz es 12,8. Tiene 6,827 km de diámetro y su albedo se estima en 0,239.